# With Fear I Kiss the Burning Darkness
With Fear I Kiss the Burning Darkness er et album fra det melodiske dødsmetalband At the Gates der blev udgivet i 1993. Samtidig med dette albums ugivelse blev det gamle album The Red in the Sky Is Ours genudgivet. With Fear I Kiss the Burning Darkness blev gendugivet i 2003 med bonusnumre. 

## Numre
1. "Beyond Good and Evil – 2:42
2. "Raped by the Light of Christ – 2:58
3. "The Break of Autumn – 4:59
4. "Non-Divine – 4:44
5. "Primal Breath – 7:22
6. "The Architects – 3:30
7. "Stardrowned – 4:02
8. "Blood of the Sunsets – 4:33
9. "The Burning Darkness – 2:16
10. "Ever-Opening Flower – 4:59
11. "Through the Red – 3:26

Det sidste nummer indeholder en skjult coversang af "The Nightmare Continues" af Discharge.
Bonusnumre fra genudgivelsen i 2003:
1. "Neverwhere (Live)"
2. "Beyond Good and Evil (Live)"
3. "The Architects (Demo)"

## Musikere
- Anders Björler – Guitar
- Jonas Björler – Bas
- Adrian Erlandsson – Trommer
- Alf Svensson – Guitar
- Tomas Lindberg – Vokal

### Gæste musikere
- Matti Kärki – Vokal